# Antica diocesi di Llandaff
La diocesi di Llandaff (in latino: Dioecesis Landavensis) è una sede soppressa della Chiesa cattolica.

## Territorio
La diocesi si estendeva nella regione sud-orientale del Galles, nell'antico regno di Ergyng.
Sede vescovile era la città di Llandaff, oggi un sobborgo di Cardiff, dove si trova la cattedrale dei Santi Pietro e Paolo.

## Storia
La diocesi di Llandaff fu eretta attorno al 560 da san Teilo, nell'alveo del movimento monastico iniziato da san Dubricio (Dyfrig) che fondò diversi monasteri nel regno di Ergyng, tra cui quelli di Hentland e Moccas.
Incerta è la cronotassi dei vescovi successivi, almeno fino al X secolo. Il titolo di vescovo di Llandaff si impone a partire dall'XI secolo.
L'ultimo vescovo in piena comunione con la Santa Sede, George de Athequa, si dimise nel febbraio 1537, quando gli fu permesso di tornare in Spagna, dove morì il mese successivo.
Durante il breve regno (1553-1558) della cattolica Maria I, continuò ad essere vescovo Anthony Kitchin, ultimo abate di Eynsham e vescovo "anglicano" dal 1545, perché riconosciuto anche da Roma. Riuscì a rimanere vescovo fino alla morte, a 92 anni, nel 1563 anche se non fu favorevole alla svolta protestante di Elisabetta I d'Inghilterra, uno dei pochi vescovi a rimanere in carica ininterrottamente da Enrico VIII a Elisabetta.

## Cronotassi dei vescovi
- San Dubricio †
- San Teilo †
- Oudoceus †
- Ubylwinus †
- Aedanus †
- Elgistil †
- Iunapeius †
- Comergius †
- Arwistil †
- Gurvan †
- Guodloiu †
- Edilbinus †
- Grecielis †
- Berthwyn †
- Tyrchanus †
- Elvogus †
- Catguaret †
- Cerenhir †
- Nobis †
- Nudd † (929 - ?)
- Cimeliauc †
- Libiau †
- Marcluith † (? - 943 deceduto)
- Pater †
- Bledri † (circa 983/1005 - 1022 deceduto)
- Joseph † (1º ottobre 1022 consacrato - 1046 deceduto)
- Herewald † (26 maggio 1056 consacrato - 6 marzo 1104 deceduto)
- Urbano † (11 agosto 1107 - 1134 deceduto)
  - Sede vacante (1134-1140)
- Uhtred † (1140 consacrato - 1148 deceduto)
- Nicholas ap Gwrgant † (1148 - 6 luglio 1183 deceduto)
- William de Saltmarsh † (10 agosto 1186 - 1191 deceduto)
- Henry de Abergavenny † (2 dicembre 1193 consacrato - 12 novembre 1218 deceduto)
- William de Goldcliff † (3 novembre 1219 - 28 gennaio 1230 deceduto)
- Elias de Radnor † (1º dicembre 1230 - 13 maggio 1240 deceduto)
- William de Christchurch † (circa 1240 - 1244 dimesso)
- William de Burgh † (1245 consacrato - 11 giugno 1253 deceduto)
- John de la Ware † (11 gennaio 1254 consacrato - 30 giugno 1256 deceduto)
- William de Radnor † (6 gennaio 1257 consacrato - gennaio 1266 deceduto)
- William de Braose † (dopo il 16 maggio 1266 - 19 marzo 1287 deceduto)
- William de Hothun, O.P. † (4 settembre 1290 - ? deceduto)
- John de Monmouth † (1294 - 8 aprile 1323 deceduto)
- John de Egglescliffe, O.P. † (20 giugno 1323 - 2 gennaio 1347 deceduto)
- John Paschal, O.Carm. † (19 febbraio 1347 - 11 ottobre 1361 deceduto)
- Rodger Cradock, O.F.M. † (15 dicembre 1361 - 16 agosto 1382 deceduto)
- Thomas Rushhook, O.P. † (3 maggio 1383 - 7 novembre 1385 nominato vescovo di Chichester)
- William Bottlesham † (2 dicembre 1385 - 27 agosto 1389 nominato vescovo di Rochester)
- Edmund Bromfeld † (27 agosto 1389 - 10 giugno 1393 deceduto)
- Robert Tideman of Winchcombe † (15 aprile 1394 - 14 giugno 1395 nominato vescovo di Worcester)
- Andrew Barret † (15 giugno 1395 - maggio 1396 deceduto)
- John Burghill, O.P. † (12 aprile 1396 - 12 luglio 1398 nominato vescovo di Coventry e Lichfield)
- Thomas Peverel † (12 luglio 1398 - 4 luglio 1407 nominato vescovo di Worcester)
- John de la Zouche † (12 agosto 1408 - 28 aprile 1423 deceduto)
- John Wells, O.F.M. † (9 luglio 1423 - circa 1º novembre 1440 deceduto)
- Nicholas Ashby, O.S.B. † (17 febbraio 1441 - agosto 1458 deceduto)
- John Hunden, O.P. † (19 giugno 1458 - circa giugno 1476 dimesso)
- John Smith † (11 marzo 1476 - 29 gennaio 1478 deceduto)
- John Marshall † (18 maggio 1478 - 1496 deceduto)
- John Ingleby † (27 giugno 1496 - circa novembre 1499 deceduto)
- Miles Salley, O.S.B. † (8 gennaio 1500 - dicembre 1516 deceduto)
- George de Athequa † (11 febbraio 1517 - febbraio 1537 dimesso)